# San Juan (Batangas)
San Juan ist eine philippinische Stadtgemeinde in der Provinz Batangas. Sie hat 108.585 Einwohner (Zensus 1. August 2015). Im Süden der Gemeinde liegt die stark befahrene Schifffahrtsroute der Isla-Verde-Straße. Diese gilt als ein Hotspot der Biodiversität der Unterwasserwelt auf den Philippinen und weltweit. Im Osten der Gemeinde liegt die Bucht von Tayabas. 

## Baranggays
San Juan ist politisch unterteilt in 42 Baranggays.
| - Abung - Balagbag - Barualte - Bataan - Buhay na Sapa - Bulsa - Calicanto - Calitcalit - Calubcub I - Calubcub II - Catmon - Coloconto - Escribano - Hugom | - Imelda (Tubog) - Janaojanao - Laiya-Ibabao - Laiya-Aplaya - Libato - Lipahan - Mabalanoy - Nagsaulay - Maraykit - Muzon - Palahanan I - Palahanan II - Palingowak - Pinagbayanan | - Poblacion - Poctol - Pulangbato - Putingbuhangin - Quipot - Sampiro - Sapangan - Sico I - Sico II - Subukin - Talahiban I - Talahiban II - Ticalan - Tipaz |